# ميخائيل بيري (منافس ألعاب قوى)
ميخائيل بيري (بالإنجليزية: Michael Perry) هو منافس ألعاب قوى أسترالي، ولد في 30 سبتمبر 1977.

## وصلات خارجية
- مايكل بيري على موقع الاتحاد الدولي لألعاب القوى (الإنجليزية)
- مايكل بيري على موقع النتائج التاريخية لألعاب القوى الأسترالية (الإنجليزية)